# Trevor Vincent
Trevor Vincent (Trevor Anthony Vincent; * 27. April 1938) ist ein ehemaliger australischer Hindernisläufer.
1962 siegte er bei den British Empire and Commonwealth Games in Perth. Bei den Olympischen Spielen 1964 in Tokio schied er im Vorlauf aus.
Viermal wurde er Australischer Meister über 3000 m Hindernis (1961, 1962, 1964, 1965) und je einmal im Meilenlauf (1961) und über drei Meilen (1963). Seine persönliche Bestzeit von 8:39,0 min stellte er am 2. Februar 1964 in Sydney auf.